# Poison Cake
Poison Cake is een nummer van de Bosnisch-Kroatische singer-songwriter Marko Bošnjak. Het werd op 8 maart 2025 uitgebracht via Universal Music Croatia. Het nummer is geschreven door Bošnjak zelf, samen met tekstschrijver Mirela Bunoza en producer Bruno Bogićević, en geproduceerd in samenwerking met Luka Vidović en Andrea Čubrić.
Poison Cake vertegenwoordigt Kroatië op het Eurovisiesongfestival 2025, dat in mei 2025 gehouden wordt in Bazel, Zwitserland. Bošnjak won de nationale preselectie Dora 2025 met het lied.

## Achtergrond en compositie
Bošnjak kondigde zijn deelname aan Dora 2025 op 16 december 2024 aan, waarbij hij verklaarde: "Ik doe niet mee om het publiek te plezieren, maar om mezelf te zijn." In aanloop naar het festival beschreef hij het nummer als een "filmisch, duister lied met elektronische elementen en invloeden van industrial metal", geïnspireerd door artiesten als Nine Inch Nails, FKA Twigs en Sevdalinka. Geïnspireerd door sprookjes als Sneeuwwitje en Hans en Grietje, evenals de film The Help (2011), wordt het nummer omschreven als een verhaal over wraak en opkomen voor jezelf. Het wordt verder beschreven als een track vol “wraakzuchtige emoties, woede en een verlangen naar gerechtigheid, verteld via een krachtige metafoor van het iets ontnemen van degenen die hun positie hebben misbruikt.
Bošnjak verklaarde daarnaast dat Poison Cake iets compleet nieuws voor hem is. Hij voegde daaraan toe: “Het nummer is energiek en gaat over iets totaal onverwachts van mij, als muzikant. Ik denk dat het nummer een multidimensionale betekenis heeft en dat iedereen het op zijn eigen manier kan herkennen en beleven.”
In een interview met de Sloveense publieke omroep RTVSLO vertelde Bošnjak dat het nummer een "innerlijke monoloog" uitdrukt van iemand die vasthoudt aan giftige liefde en daaruit probeert los te breken. Volgens Bošnjak gaat Poison Cake over zelfliefde en zelfbevrijding, en bevat het "meer symboliek dan directe betekenis."

## Ontvangst
Poison Cake werd positief ontvangen door zowel critici als fans. Het lied werd geprezen om zijn experimentele geluid, emotionele intensiteit en opvallende productiestijl. Verschillende media beschreven het nummer als een opvallende en gewaagde inzending in het Eurovisiejaar 2025, waarbij het zich onderscheidt van meer conventionele popnummers.

## Release en promotie
Poison Cake werd officieel uitgebracht op 8 maart 2025, kort na Bošnjak’s overwinning in Dora 2025. De officiële videoclip werd op dezelfde dag gepubliceerd op YouTube. Bošnjak promootte het nummer in verschillende Europese landen, waaronder optredens op preview-evenementen in Londen, Amsterdam en Madrid.

## Eurovisiesongfestival
Tijdens de nationale voorronde Dora 2025 eindigde Bošnjak zowel bij de vakjury als bij het publiek op de eerste plaats, waarmee hij de Kroatische vertegenwoordiger werd voor het Eurovisiesongfestival 2025.
Kroatië werd ingedeeld in de tweede halve finale, die plaatsvindt op 8 mei 2025 in Bazel.